# W Андромеды
W Андромеды (лат. W Andromedae), HD 14028 — одиночная переменная звезда в созвездии Андромеды на расстоянии (вычисленном из значения параллакса) приблизительно 1463 световых лет (около 448 парсеков) от Солнца. Видимая звёздная величина звезды — от +14,6m до +6,7m.

## Характеристики
W Андромеды — красный гигант, пульсирующая переменная S-звезда, мирида (M) спектрального класса S6,1e-S9,2e, или S7-8/1e-M7Se, или S8,2e, или S6-S9, или M1, или M7p, или M7-M8S, или M9, или Md. Светимость — около 5800 солнечных. Эффективная температура — около 3297 K.